# Oktay Akbal
Oktay Akbal est un journaliste et écrivain turc.
Il a produit des œuvres dans de nombreux genres tels que des essais, des mémoires, des biographies, des nouvelles et des romans. Cependant, il est surtout connu pour ses histories. Il a longtemps écrit la chronique intitulée Oui/Non dans le journal Cumhuriyet.

## Biographie
Oktay Akbal est né le 10 avril 1923 à Istanbul. Alors qu'il étudie au lycée français Saint Benoît, il quitte ce lycée et obtient son diplôme du lycée Istiklal (1942). Il a commencé ses études à la Faculté de droit de l’Université d’Istanbul en 1944. Plus tard, il abandonne ce département et entre au Département de langue et littérature françaises de la Faculté des lettres. Cependant, il quitte l'école avant de la terminer et se lance dans le journalisme (1946). Le grand-père de l'auteur est le bureaucrate et écrivain Ebubekir Hâzım Tepeyran.
ll a travaillé comme secrétaire dans le magazine Servet-i Fünûn (1943-44). Il a travaillé au Bureau de traduction du ministère de l'Éducation nationale (1944-51). Il a écrit des essais, des critiques, des articles sur l'art et la littérature dans des journaux tels que Yeni Sabah, İkdam, Vakit et Vatan (1951-1969). Il a continué à rédiger des chroniques dans les journaux Cumhuriyet (1969-91), Yenigün et Milliyet (1992-99).
Il a été membre du conseil d'administration de l'Association de langue turque entre 1960-63 et 1969-83, et membre du conseil consultatif de publication du ministère de la Culture en 1978-79. Il fut l'un des fondateurs de l'Association littéraire turque. Il a été président de l’Union des écrivains turcs entre 1989 et 1995. Il a continué ses chroniques dans le journal Cumhuriyet après 1999,.
Oktay Akbal est décédé le 28 août 2015 à l'hôpital où il était soigné à Muğla.
Oktay Akbal présentait généralement des sections de la vie quotidienne dans ses histoires. C'est un conteur de la ville et d'Istanbul qui a fait des observations basées sur sa vie personnelle. Il se plaçait au centre de ses histoires et se concentrait principalement sur Istanbul, les modes de vie et les lieux des classes moyennes ou pauvres, et les transmettait dans des phrases courtes et poétiques.
Dans ce contexte, les romans de l'auteur sont des « romans-histoires lyriques ». Le sentiment de nostalgie du passé prédomine dans les romans qu'il écrit à partir de ses souvenirs et du passé. Dans ses romans, qui portent de profondes traces de sa vie personnelle, il reflète ses souvenirs d'enfance et de jeunesse, ainsi que des images du monde de la littérature, dans lequel il est entré très jeune.

## Prix de littérature Oktay Akbal
En 2021, la municipalité de Muğla a commencé à décerner chaque année des prix dans un genre littéraire différent afin de maintenir le nom d'Oktay Akbal vivant et de récompenser les écrivains à succès de la littérature turque,.

## Récompenses
- 1950 : Prix du roman de l'Association de langue turque
- 1958 : Prix du roman de l'Association de langue turque
- 1959 : Prix de l'histoire Sait Faik
- 1982 : Prix d'excellence de l'Association des journalistes turcs
- 1993 : Prix Sedat Simavi
- 2000 : Prix du roman Orhan-Kemal
- 2005 : Grand Prix Présidentiel Culture et Arts